# Villa Galvani

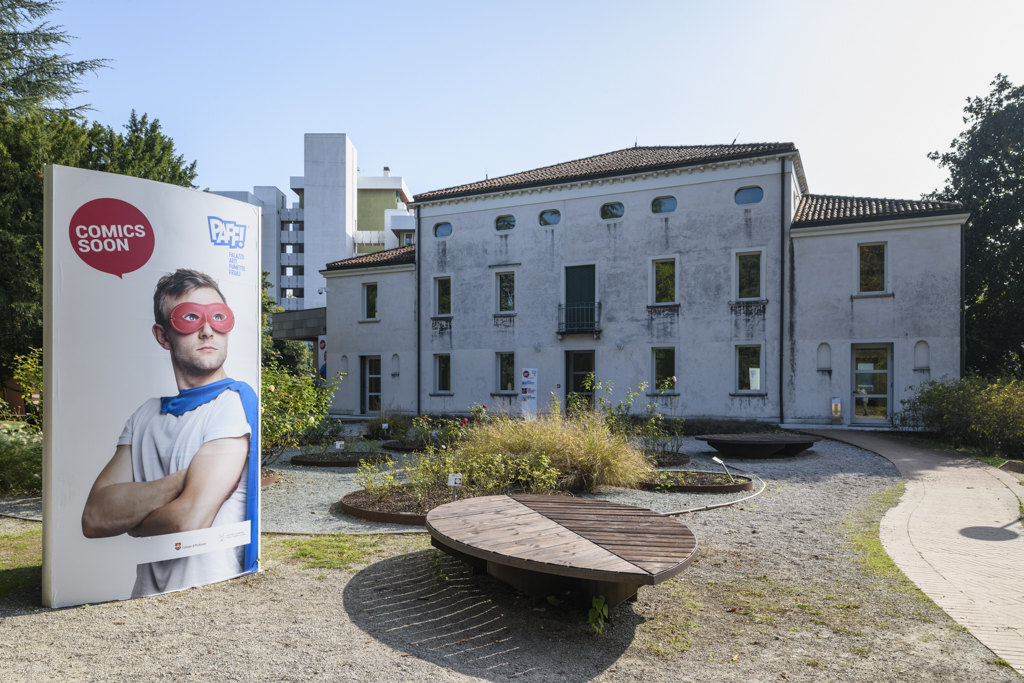
Villa Galvani in Pordenone

Die Villa Galvani ist ein im venezianischen Stil des 17. Jahrhunderts errichtetes Landhaus in Pordenone in der italienischen Region Friaul-Julisch Venetien.

## Geschichte

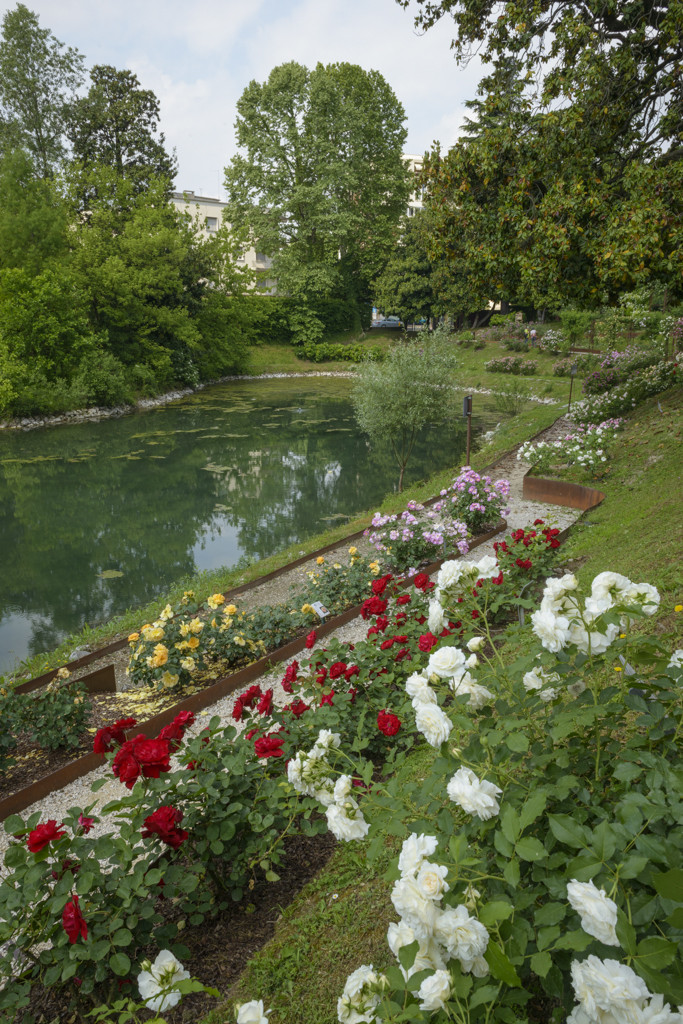
Weiher im Park der Villa Galvani

Den Auftrag zum Bau des Landhauses erteilten die Galvanis, eine reiche Unternehmerfamilie aus der Emilia, um 1826. Die Familie gründete in Pordenone eine Papierfabrik, eine Seidenspinnerei und eine Töpfereifabrik und wurden so Ende des 19. Jahrhunderts und Anfang des 20. Jahrhunderts zu einer bedeutenden Familie in der Gesellschaft und der Wirtschaft der Stadt.
Das Gebäude wurde in mehreren Etappen erbaut: In den Grundbuchunterlagen des Königreichs Lombardo-Venetien (1831–1851) findet sich lediglich der mittlere Baukörper mit quadratischem Grundriss und zwei Stockwerken mit Dachgeschoss, während aus dem österreichisch-italienischen Grundbuch (1851–1943) der heutige, rechteckige Grundriss einschließlich der beiden angebauten Seitenflügel, ebenso wie zwei kleine Bauten, die als Lagerraum dienten, zu ersehen sind.
Der architektonische Komplex wurde Anfang des 20. Jahrhunderts aufgegeben und verfiel zunehmend, blieb aber bis 1970 in Besitz der Familie Galvani, die ihn dann zur Begleichung von Infrastrukturgebühren für Immobiliengeschäfte an die Stadt Pordenone abgab.
1980 wurden Villa und Park als „von großer historischer Bedeutung für das umgebende Ambiente“ kulturellen Zwecken zugeführt.
Am Übergang der 1980er- zu den 1990er-Jahren wurde das Landhaus vollständig renoviert und umgebaut, sodass es ab 1990 besser für die Aufnahme von Wechselausstellungen und Schauen geeignet war.

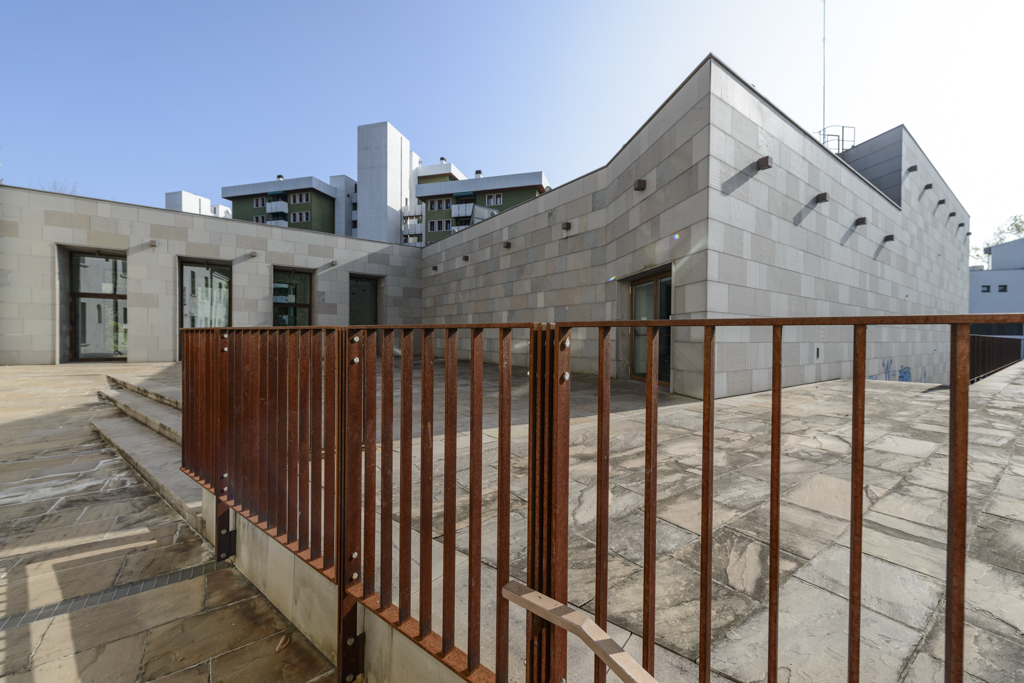
Die 2010 eingeweihte, temporäre Kunstgalerie neben dem Landhaus

2010 wurde das MIRA (Museo Iterinante della Rosa Antica – Wanderndes Museum alter Rosen) eingeweiht, das 185 Sorten von 40 Rosenarten enthält und entlang des Rundweges um den Weiher liegt. Im selben Jahr wurden zwei angrenzende Baukörper in zeitgenössischem Stil mit einer Geschossfläche von 2110 m² (davon 1158 m² Ausstellungsfläche) eröffnet. Das neue Gebäude, das ParCO (Pordenone Arte Contemporanea) genannt wird, kommuniziert mit dem historischen Landhaus und diente bis 2015 als dem Maler Armando Pizzinato gewidmete Kunstgalerie. Dann wurde die Sammlung an den neuen Sitz in der ehemaligen Schule an der Via Bertossi verlegt und in ParCO2 umbenannt.
Im September 2018 wurde in dem Komplex das PAFF! (Palazzo Arti Fumetto Friuli), das auch Palazzo del Fumetto (dt.: Palast der Karikatur) genannt wird, auf Initiative des Karikaturisten Giulio de Vita eingeweiht.

## Beschreibung
Das Gebäude zeigt die typischen Kennzeichen eines venezianischen Landhauses auf drei Stockwerken.
Der umgebende Park erstreckt sich über eine Fläche von 2,87 Hektar und wurde im eklektischen Stil der Spätromantik als informeller englischer Landschaftsgarten angelegt, wie er für das 18. Jahrhundert typisch war. Im Park gibt es einen Weiher und dichte Steineichen-, Atlas-Zedern- und Magnolienalleen und darüber hinaus alte Kastanienbäume.

## PAFF! Palazzo Arti Fumetto Friuli

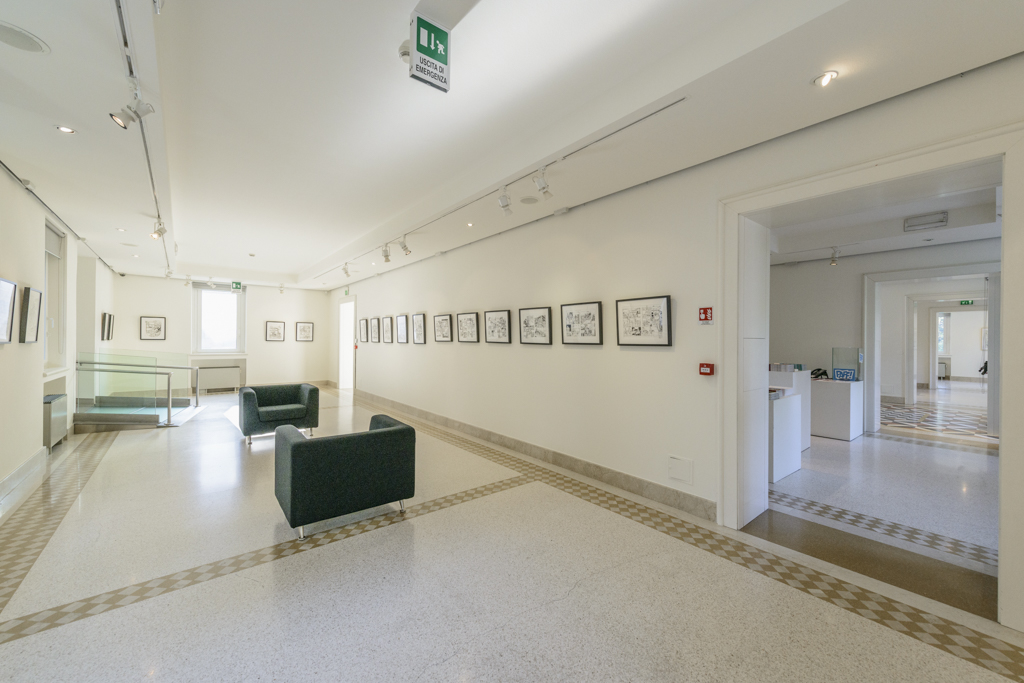
PAFF! – Palazzo Arti Fumetto Friuli

Das Projekt einer Ausstellung der Karikatur mit dem Ziel, die Realität der Karikatur von Pordenone und des Friaul mit seiner über 30-Jährigen Geschichte zu strukturieren und institutionalisieren, wurde anfangs im Januar 2014 der Stadt Pordenone unter der Ägide des Bürgermeisters Pedrotti vorgestellt und nicht wohlwollend beschieden, dann aber im November 2016 unter der Ägide des Bürgermeisters Ciriani erneut vorgestellt, der es begrüßte. Offiziell wurde es bei einer Pressekonferenz am 26. April 2018 vorgestellt.
Ein Team von Profis aus der Gegend mit unterschiedlichen Kompetenzen (Management, Architektur, Ausstellung, Kommunikation, Kunst) hat nach modernen Gesichtspunkten ein Projekt strukturiert, um den „Kulturinhalt“ durch die Interpretation der Karikatur neu zu erfinden: Ein multifunktionales Zentrum internationaler Reichweite, das die Kunst der Karikatur als multidisziplinäres „Passepartout“ nutzt, um den Kulturinhalt in neuartiger Weise neu zu konzipieren. Ein Nicht-Museum, dass in der Lage ist, Kultur zu produzieren, neue Zielgruppen zusammenzubringen, das Areal städtebaulich neu zu entwickeln, Lehre und Ausbildung zu bieten, Arbeitsplätze zu schaffen, den Tourismus und die Gastfreundschaft in der Region zu fördern, Synergien mit Unternehmen zu aktivieren, sowie sich in örtliche Initiativen zu integrieren. Das „PAFF!“ wurde am 16. September 2018 eingeweiht.